# Cello (film, 2023)
Pour les articles homonymes, voir Cello.
Pour plus de détails, voir Fiche technique et Distribution.
Cello (arabe : تشيللو, Tšyllw) est un film d'épouvante saoudien réalisé par Darren Lynn Bousman et sorti en 2023.

## Synopsis
Un violoncelliste joue un morceau de musique maudit qui bouleverse sa vie tranquille et menace sa vie et celle de sa famille.

## Fiche technique
- Titre français : Cello ou The Cello[1],[2]
- Titre original arabe : تشيللو, Tšyllw[3]
- Réalisation : Darren Lynn Bousman
- Scénario : Turki Al-Sheikh (ar)
- Photographie : Maxime Alexandre
- Montage : Harvey Rosenstock, Zeborah Tidwell
- Musique : Joseph Bishara
- Production : Lee Nelson
- Sociétés de production : Alamiya, Envision Media Arts
- Pays de production :  Arabie saoudite
- Langue de tournage : arabe
- Format : couleurs - 2,35:1
- Genre : Film d'épouvante
- Durée : 120 minutes
- Dates de sortie : 
  - Arabie saoudite : 8 septembre 2023 (Riyad)

## Distribution
- Jeremy Irons : Francesco
- Tobin Bell : Vincent
- Samer Ismail : Nasser
- Elham Ali : Alia
- Mila Al Zahrani : Sarah
- Souad Abdullah : Haya Latif
- Muhannad Al Hamdi : Omar
- Baraa Alem : Hamza
- Ghassan Massoud : Saleh Latif
- Chloé Henry : Maria

## Production
Cello une adaptation du roman éponyme de Turki Al-Sheikh (ar), qui a également écrit le scénario. Darren Lynn Bousman, connu pour la série des Saw, est engagé pour la réalisation et Lee Nelson pour la production. Le tournage s'est achevé en octobre 2021 après plus de 100 jours de tournage en Arabie saoudite, en Égypte, à Vienne, à Prague et en Islande,,.